# Taunton (stacja kolejowa)

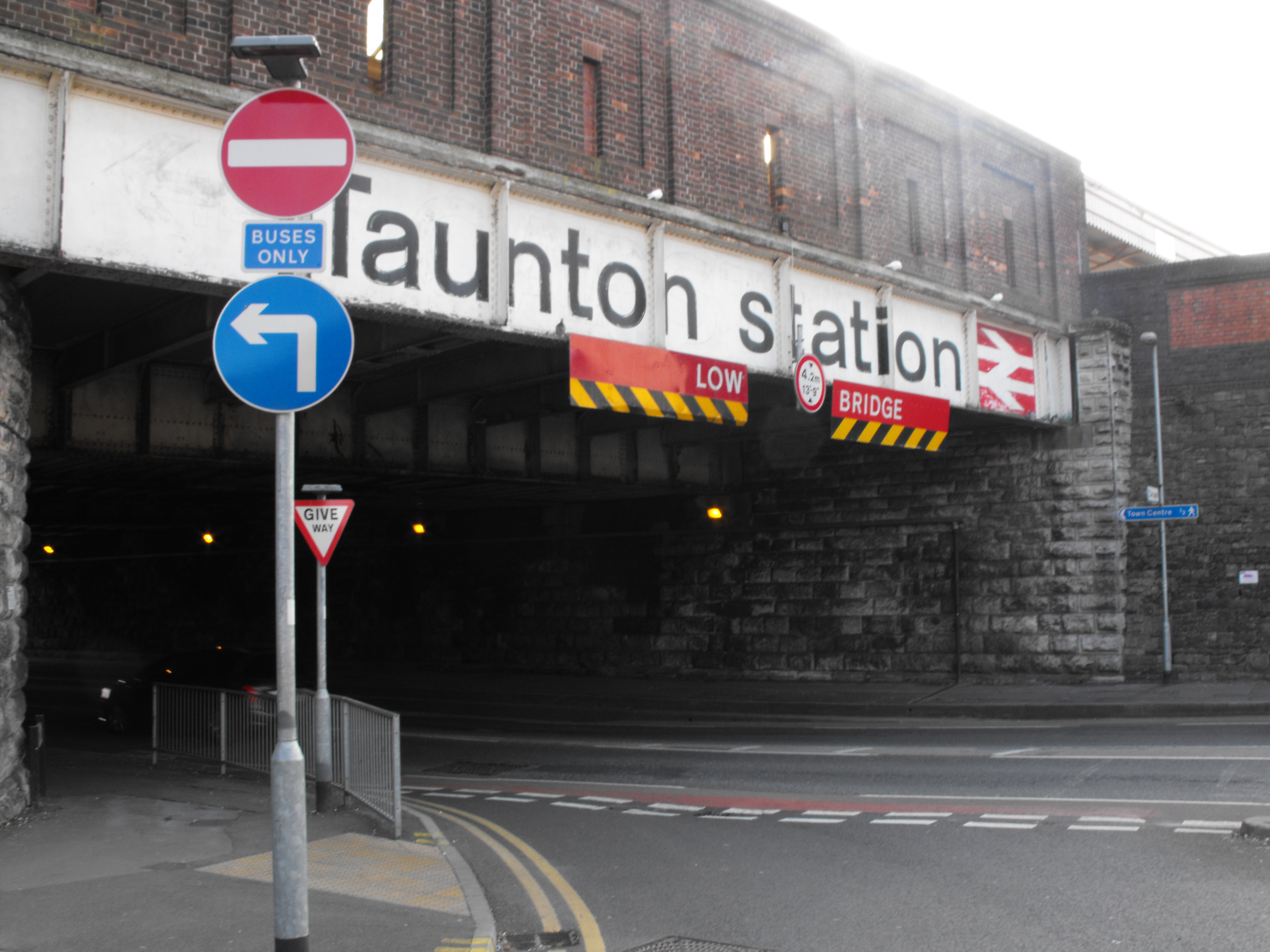
Wiadukt na dworcu w Taunton

Taunton – węzłowa stacja kolejowa w mieście Taunton w hrabstwie Somerset na linii Bristol - Exeter z bezpośrednimi połączeniami ze stacjami London Paddington, Bristol Temple Meads i Penzance. Podobnie jak większość stacji kolejowych na odcinku Bristol - Exeter, zaprojektowana przez Isambarda Kingdom Brunela. Początkowo jednoperonowa, stacja uzyskuje kształt zbliżony współczesnemu pod koniec XIX w., po wydłużeniu peronów. Południowy budynek jest zabytkiem grupy II.

## Ruch pasażerski
Stacja kolejowa w Taunton obsługuje 364 244 pasażerów rocznie (dane za okres od kwietnia 2020 do marca 2021). Ważniejsze ośrodki bezpośrednio połączone z Taunton: Bath, Birmingham, Bristol, Cardiff, Exeter, Glasgow, Londyn, Plymouth, Swindon.

## Obsługa pasażerów
Kasy biletowe, automaty biletowe, automat do odbioru zamówionych biletów, informacja, windy peronowe, WC, bar, bufet, poczekalnia kl. II, postój taksówek, przystanek autobusowy, parking rowerowy (82 miejsca).

## Dostępność
Pomoc obsługi, windy na perony, ułatwienia dla wózków inwalidzkich